# Verdell Jones
Verdell Jones III (Champaign, Illinois, 25 de junio de 1989) es un exbaloncestista estadounidense. Con 1,96 metros de estatura, jugaba en la posición de escolta.

## Trayectoria deportiva

### Universidad
Jugó cuatro temporadas con los Hoosiers de la Universidad de Indiana Bloomington, en las que promedió 11,5 puntos, 3,3 rebotes y 3,3 asistencias por partido.

### Profesional
Tras no ser elegido en el Draft de la NBA de 2012, en el mes de agosto fichó por el Peristeri BC de la A1 Ethniki griega, donde únicamente disputaría seis partidos, en los que promedió 2,3 puntos, siendo despedido en el mes de diciembre.
En enero de 2013 fichó por los Oita Heat Devils de la Bj league japonesa, donde acabó la temporada promediando 13,5 puntos y 5,2 asistencias, renovando por una temporada más, en la que sus números mejoraron hasta los 16,1 puntos y 5,4 rebotes por encuentro.
En octubre de 2014, sin abandonar Japón, fichó por los Fukushima Firebonds. Jugó una temporada en la que promedió 19,5 puntos y 4,8 rebotes por partido.
En octubre de 2015 fue seleccionado en la tercera ronda del Draft de la NBA D-League, en el puesto 56, por los Santa Cruz Warriors. Firmó con el equipo californiano, donde jugó una temporada en la que promedió 16,1 puntos y 3,8 asistencias por partido.
En el verano siguiente fue elegido para disputar las Ligas de Verano de la NBA con una selección de la D-League, disputando cuatro partidos en los que promedió 5,2 puntos y 1,0 asistencias. Tras no encontrar equipo en su país, en el mes de diciembre firmó con el Orléans Loiret Basket de la Pro A francesa.